# E1cB-제거 반응
E1cB 제거 반응(영어: E1cB-elimination reaction)은 나쁜 이탈기(예 : -OH 또는 -OR) 및 산성 수소가 제거되어 추가 결합을 형성하는 염기성 조건 하에서 발생하는 일종의 제거 반응이다. E1cB는 두 단계 과정이다. 첫 번째 단계는 염기에서 가장 산성인 양성자를 떼어내어 안정화된 음이온을 생성한다. 그 뒤 음이온 비공유전자쌍 중 하나는 인접한 원자로 이동하므로 이탈기를 내보내고, 이중 결합 또는 삼중 결합을 형성한다. 메커니즘의 이름인 "E1cB"는 "Elimination Unimolecular conjugate Base"를 의미한다. 제거란 메커니즘이 제거 반응이고, 두 개의 치환기를 잃을 것이라는 사실을 의미한다. 일분자는 이 반응의 속도 결정 단계가 하나의 분자만을 포함한다는 사실을 의미한다. 마지막으로, 짝염기는 출발 물질의 짝염기인 카보닐 음이온 중간체의 형성을 의미한다.
|  |

## 메커니즘

α와 β는 분자 내 이탈기인 LG에 표시되어있다.

E1cB 메커니즘 경로를 따라 반응을 진행하는 데는 두 가지 주요 요구 사항이 있다. 이 화합물은 β-탄소에 산성 수소를 가지고 있어야 하고 α-탄소에 상대적으로 나쁜 이탈기를 가져야 한다. E1cB 메커니즘의 첫 번째 단계는 β-탄소의 탈양성자화(deprotonation)로 탄소 음이온과 같은 음이온 전이 상태를 형성한다. 이 전이 상태의 안정성이 클수록 메커니즘이 E1cB 메커니즘을 선호하게 된다. 이 전이 상태는 공명을 통해 비공유전자쌍의 유발효과 또는 비편재화를 통해 안정화 될 수 있다. 안정적인 전이 상태를 갖는 E1cB 메커니즘의 예는 지구 대기에서 비교적 짧은 반감기를 가지고 있는 카바메이트 살충제인 에티오펜캅(ethiofencarb)의 분해에서 볼 수 있다. 아민의 탈양성자화시, 생성된 아민은 인접한 카보닐기와 컨쥬게이션 되기 때문에 비교적 안정하다. 또한, β-탄소에 산성 수소를 가지고 있는 것 이외에, 상대적으로 약한 이탈기가 필요하다. 좋은 이탈기는 분자의 이온화 전에 이탈되기 때문에 나쁜 이탈 그룹이 필요하다. 결과적으로 화합물은 E2 경로를 통해 진행될 가능성이 높다. 나쁜 이탈기를 갖고 E1cB 메커니즘을 통해 반응할 수 있는 화합물에는 알코올 및 플루오린화 알케인이 있다. E1cB 메커니즘은 알케인에서 제거반응을 통해 알켄을 생성하는 것보다 알켄에서 제거반응을 통해 알카인을 생성하는 것이 더 일반적으로 알려져 있다. 이에 대한 하나의 가능한 설명은 sp2 혼성화가 약간 더 많은 산성 수소를 생성한다는 것이다. 이 메커니즘은 탄소 기반 제거에만 국한되지 않음을 유의해야한다. 에티오펜캅으로부터 페놀 유도체를 제거하는 질소와 같은 다른 헤테로 원자가 관찰되었다.
|  |

## E1 및 E2-제거 반응과 E1cB-제거 반응의 구별
모든 제거 반응은 화합물 내의 인접한 원자쌍으로부터 2개의 치환기를 제거하는 것을 포함한다. 알켄, 알카인 또는 유사한 헤테로 원자 변형(예 : 카보닐 및 사이아노)이 형성될 것이다. E1cB 메커니즘은 세 가지 유형의 제거 반응 중 하나일 뿐이다. 다른 두 가지 제거 반응은 E1 및 E2 반응이다. 메커니즘은 유사하지만 α-탄소의 탈양성화와 이탈기의 이탈의 시간적인 차이가 있다. E1은 일분자 제거를 나타내고, E2는 이분자 제거를 나타낸다. E1 메커니즘에서, 분자는 α-탄소의 탈양성자화 이전에 이탈되는 좋은 이탈기를 가지고 있다. 이것은 탄소 양이온 중간체를 형성하게 된다. 탄소 양이온 형성 뒤 탈양성자화를 통해 새로운 파이 결합이 형성된다. 관련된 분자는 브롬이나 염소와 같은 아주 좋은 이탈 그룹을 가져야하며, 상대적으로 산성이 적은 α-탄소가 있어야 한다.

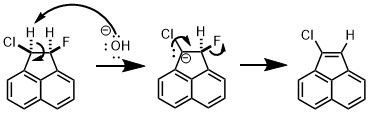
E1cB 제거 반응에서 불소의 우선적 인 제거의 예

## 알돌 반응
E1cB 제거를 거치는 가장 잘 알려진 반응은 기본 조건 하에서의 알돌 축합 반응이다. 이것은 엔올레이트(enolate)의 형성을 초래하는 카보닐기를 갖고 있는 화합물의 탈양성자화를 포함한다. 엔올레이트는 출발 물질의 매우 안정한 짝염기이며, 반응의 중간체 중 하나이다. 이 엔올레이트는 친핵체 역할을 하고 친전자성 알데하이드를 공격할 수 있다. 이어서 알돌 생성물을 탈양성자화하여 다른 엔올레이트를 형성시킨 다음 E1cB 탈수 반응에서 물을 제거한다. 알돌 반응은 유기화학에서 중요한 반응이며, 이는 탄소-탄소 결합을 형성하여 보다 복잡한 분자의 합성을 가능하게 하기 때문이다.
|  |

## 같이 보기
- 제거 반응
- 반응 메커니즘
- 카보양이온